# Сан Лоренцо (Трст)
Сан Лоренцо је насеље у Италији у округу Трст, региону Фурланија-Јулијска крајина.
Према процени из 2011. у насељу је живело 18 становника. Насеље се налази на надморској висини од 369 м.